# Низкогорные леса Сьерра-Невады

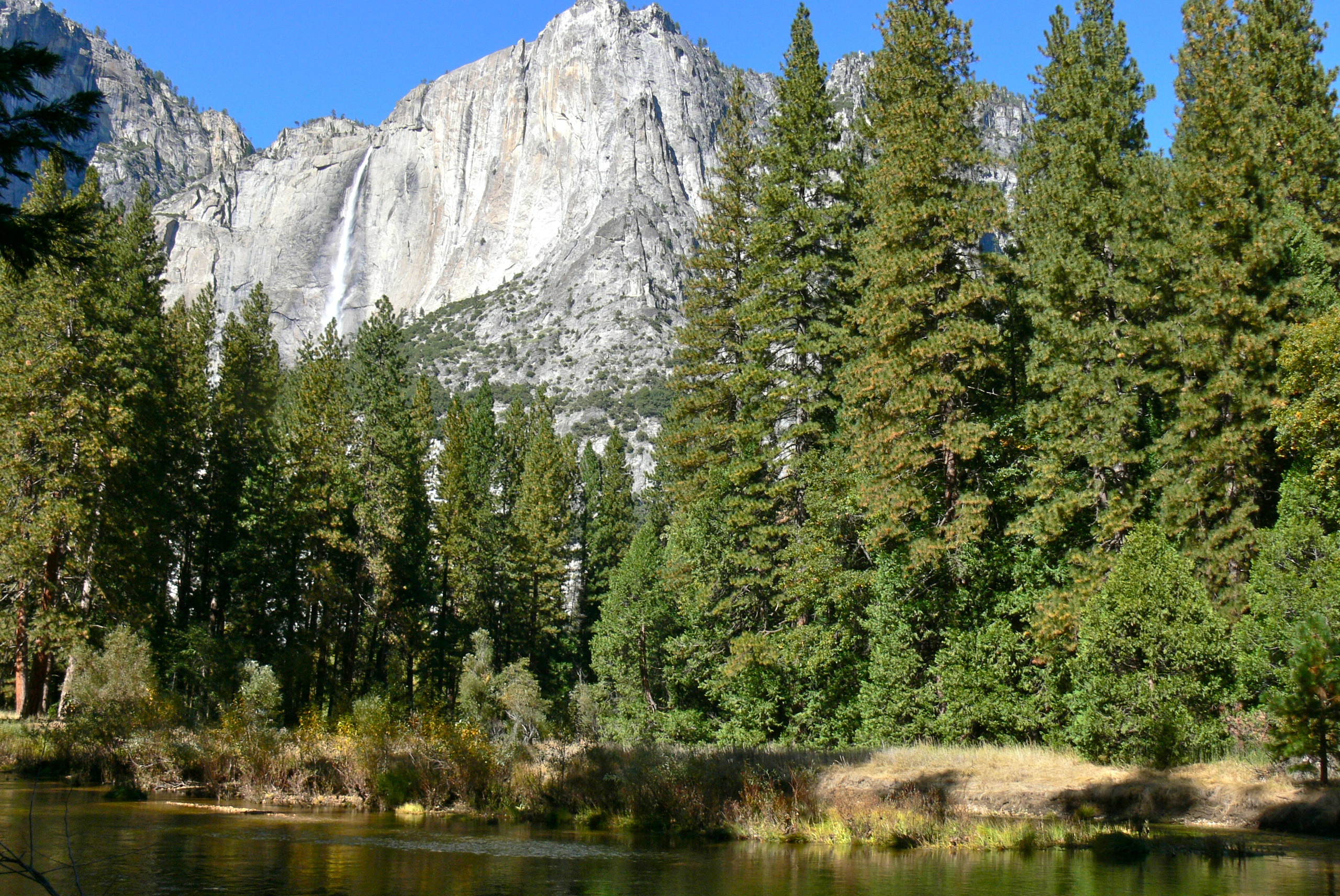
Леса в долине Йосемити.

Низкогорные леса Сьерра-Невады (англ. Sierra Nevada lower montane forest, yellow pine forest) — растительные сообщества, расположенные в низкогорьях западных и восточных склонов Сьерра-Невады (Калифорния). На севере полоса этих лесов занимает высоты от 370 до 1680 м н.у.м., на юге — от 760 до 2740 м н.у.м. Эти лесные сообщества распространены в пределах крупного экорегиона тихоокеанских умеренных дождевых лесов.
Климат, в котором формируются сообщества, характеризуется жарким и сухим летом и холодной и снежной зимой. Cлой снега, местами более чем метровой глубины, может не таять в течение нескольких месяцев.
Древесный ярус характеризуется большим видовым разнообразием. Однако значительное участие в древостое принимают виды сосен: сосна жёлтая  (Pinus ponderosa) на западных склонах и сосна Жеффрея — на восточных.
Виды деревьев:
- Сосна жёлтая (Pinus ponderosa)
- сосна Жеффрея (Pinus jeffreyi)
- Сосна Ламберта (Pinus lambertiana)
- Псевдотсуга Мензиса (Pseudotsuga menziesii)
- Пихта одноцветная (Abies concolor)
- Калоцедрус низбегающий (Calocedrus decurrens)
- Дуб Келлога (дуб калифорнийский чёрный, Quercus kelloggii)
- Клён крупнолистный (Acer macrophyllum)